# Milan Brestovanský
Milan Brestovaský (* 18. května 1957, Trnava, Československo) je bývalý československý házenkář.
S týmem Československa hrál na letních olympijských hrách v Soulu v roce 1988, kde tým skončil na 6. místě. Nastoupil ve 2 utkáních a dal 1 gól. Hrál i na mistrovství světa 1986, kde Československo skončilo na 13. místě. Za reprezentaci Československa nastoupil ve 187 utkáních a dal 568 gólů. Čtyřikrát byl v letech 1984–1987 vyhlášen slovenským házenkářem roku. Na klubové úrovni hrál za Lokomotivu Trnava a v letech 1979–1981 během vojenské služby za Duklu Praha.